# ATP Challenger Waco
Der ATP Challenger Waco (offiziell: Waco Tennis Challenger) war ein Tennisturnier, das zwischen 2002 und 2008 sowie 2023 in Waco, Texas, stattfand. Es gehörte zur ATP Challenger Tour und wurde im Freien auf Hartplatz gespielt.

## Liste der Sieger

### Einzel
| Jahr                         | Sieger               | Finalgegner      | Ergebnis      |
| ---------------------------- | -------------------- | ---------------- | ------------- |
| 2023                         | Aleksandar Kovacevic | Alexandre Müller | 6:3, 4:6, 6:2 |
| 2009–2022: nicht ausgetragen |                      |                  |               |
| 2008                         | Vincent Spadea       | Joseph Sirianni  | 6:0, 6:1      |
| 2004–2007: nicht ausgetragen |                      |                  |               |
| 2003                         | Giovanni Lapentti    | Paul Goldstein   | 6:4, 6:3      |
| 2002                         | Hermes Gamonal       | Jan Hernych      | 6:1, 3:6, 6:3 |

### Doppel
| Jahr                         | Sieger                          | Finalgegner                     | Ergebnis          |
| ---------------------------- | ------------------------------- | ------------------------------- | ----------------- |
| 2023                         | Ivan Sabanov Matej Sabanov      | Evan King Mitchell Krueger      | 6:1, 3:6, [12:10] |
| 2009–2022: nicht ausgetragen |                                 |                                 |                   |
| 2008                         | Alex Bogomolow Dušan Vemić      | Alberto Francis Nicholas Monroe | 6:4, 5:7, [10:8]  |
| 2004–2007: nicht ausgetragen |                                 |                                 |                   |
| 2003                         | Devin Bowen Ashley Fisher       | Ryan Haviland K. J. Hippensteel | 6:4, 7:64         |
| 2002                         | Huntley Montgomery Ryan Sachire | Diego Ayala Jason Marshall      | 6:6, 6:2, 7:64    |